# The Merry Monahans
The Merry Monahans (bra Tradição Artística) é um filme norte-americano de 1944, do gênero comédia dramático-musical, dirigido por Charles Lamont e estrelado por Donald O'Connor e Peggy Ryan.